# جزر كوكو
جزر كوكو هي مجموعة جزر صغيرة تقع شمال شرق خليج البنغال وهي جزء من منطقة يانغون، ميانمار.